# Mário Jardel
Mário Jardel de Almeida Ribeiro (phát âm tiếng Bồ Đào Nha: [ˈmaɾiu ʒaʁˈdɛw]; sinh ngày 18 tháng 9 năm 1973) là một cầu thủ bóng đá đã giải nghệ người Brazil, chơi như một tiền đạo. Anh được chú ý nhất vì khả năng chọn vị trí trên sân và khả năng đánh đầu. Anh ấy là một huyền thoại của đội bóng Grêmio, đóng một vai trò quan trọng trong đội hình giành được Copa Libertadores năm 1995. Với khả năng định vị đặc biệt của mình, anh ấy đã có thể trở thành một trong những tiền đạo sung mãn nhất châu Âu trong thời gian ở Porto, Galatasaray và Sporting CP, ghi 266 bàn trong 274 trận cho các câu lạc bộ đó.
Sau khi rời Sporting CP năm 2003 ở tuổi 29, Jardel đã có một chuỗi thành công ngắn ngủi và không thành công tại các câu lạc bộ ở Anh, Ý, Tây Ban Nha, Síp, Bulgaria, Argentina và Úc. Sau đó, anh chơi cho một số câu lạc bộ nhỏ hơn ở Brazil trước khi giải nghệ vào năm 2011.
Jardel xuất hiện lần đầu tiên cho đội tuyển bóng đá quốc gia Brazil vào năm 1996, có tổng cộng 10 lần ra sân và được chọn tham dự Copa América năm 2001.